# Eleições regionais na Rússia em 2007
As eleições regionais de 2007 na Rússia realizaram-se no dia 11 de Março de 2007 em 14 das 88 regiões que compõem a Rússia, nomeadamente:
- Cidade de São Petersburgo (com status de entidade federada)
- Regão de Moscovo
- Região de Leninegrado
- República do Daguestão
- República de Komi
- Território de Stavropol (sul)
- Região de Samara (no  Volga)
- Outras províncias da parte europeia e Sibéria.

Entre as 14 regiões, o eleitorado apto a votar era de cerca de 31 milhões de eleitores.

## A eleição
Estas eleições regionais serviram de "ensaio geral" para a disputa de Dezembro para a  Duma (câmara baixa do Parlamento), que trabalhará com o presidente a eleger em Março de 2008 para suceder o actual presidente, Vladimir Putin. 
Nas duas primeiras edições das eleições regionais, em 2006, venceu o partido no governo, Rússia Unida, que já controla a Duma e é considerada uma aliança de funcionários leais a Putin. 
Nestas eleições, no entanto, o partido Rússia Unida teve a forte oposição do Partido Rússia Justa, criado pelo Kremlin para impôr no país o modelo bipartidário e arrebatar votos da única força nacional herdada do passado, os comunistas. 
O Rússia Unida, liderado pelo presidente da Duma, Boris Grizlov, proclama-se de centro-direita, enquanto o Rússia Justa, encabeçado pelo presidente do Senado, Serguei Mironov, anuncia uma ideologia de esquerda. 

## Resultados
O partido governista Rússia Unida confirmou a sua posição de liderança ao obter a maioria dos votos nas eleições regionais em 13 das 14 províncias, de acordo com o Comitê Eleitoral da Rússia. A única excepção foi o território de Stavropol, onde a Rússia Justa ganhou com 40% dos votos.
A Rússia Unida conseguiu cerca de 60% dos 382 assentos em disputa no total das assembleias. O Partido Comunista, na oposição, ficou em segundo com 79 assentos, enquanto a Rússia Justa se ficou pelo terceiro lugar, com 74.